# 许德立
许德立（1945年10月—），男，汉族，广东潮阳人，中华人民共和国政治人物，曾任广东省人民政府副秘书长、办公厅主任，中共汕头市委书记，广东省人民政府副省长。